# Domin Sport
Domin Sport (Kod UCI: DSP) – polska zawodowa grupa kolarska istniejąca w latach 2013–2018. Grupa zarejestrowana była w dywizji UCI Continental Teams. W sezonie 2013 sponsorem tytularnym był producent napojów energetycznych Las Vegas Power Energy Drink, w 2014 producent rowerów Mexller. Od sezonu 2015 grupa nie miała sponsora tytularnego i jeździła pod własną nazwą.

## Historia

### Nazwa grupy w poszczególnych latach
| lata      | nazwa                        |
| --------- | ---------------------------- |
| 2013      | Las Vegas Power Energy Drink |
| 2014      | Mexller                      |
| 2015–2018 | Domin Sport                  |

### Poprzednie grupy kolarskie stowarzyszenia Domin Sport
W 2004 roku powstała grupa kolarska Chłodnia-Śnieżka-Częstochowa. W trakcie sezonu jednym z dyrektorów sportowych grupy został Andrzej Domin i zmieniła ona nazwę na Dominscout-Śnieżka-Lody. Po 2004 roku stowarzyszenie Domin Sport przejęło łódzką grupę Knauf-Mikomax, która w sezonach 2005-2006 miała siedzibę we Włoszczowie i jeździła jako Knauf Team. W 2007 roku grupa została początkowo zarejestrowana pod nazwą Domin Sport, by w kwietniu zmienić nazwę na Dynatek. W latach 2008–2010 stowarzyszenie Domin Sport prowadziło w Kleszczowie szkolenie grup młodzików i juniorów.

## Sezony

### 2017

#### Skład
| Skład drużyny 2017                       | Skład drużyny 2017   | Skład drużyny 2017 | Skład drużyny 2017                 |
| Imię i nazwisko                          | Data urodzenia       | Państwo            | Poprzednia grupa                   |
| ---------------------------------------- | -------------------- | ------------------ | ---------------------------------- |
| Paweł Bernas                             | 24 maja 1990         | Polska             | Verva ActiveJet (2016)             |
| Paweł Charucki (4 kwi–31 gru)            | 14 października 1988 | Polska             | Verva ActiveJet (2016)             |
| Artur Detko                              | 18 lutego 1983       | Polska             | Bank BGŻ (2011)                    |
| Kacper Gronkiewicz                       | 29 czerwca 1993      | Polska             | Kolss-BDC (2015)                   |
| Patryk Kostecki                          | 17 sierpnia 1993     | Polska             |                                    |
| Adrian Kucharek                          | 19 lipca 1994        | Polska             | Whistle Team Ziemia Brzeska (2015) |
| Jarosław Marycz                          | 17 kwietnia 1987     | Polska             | CCC Sprandi Polkowice (2016)       |
| Jarosław Rębiewski                       | 27 lutego 1974       | Polska             | Bank BGŻ (2011)                    |
| Piotr Wojciechowski                      | 9 czerwca 1992       | Polska             |                                    |
| Kamil Zieliński                          | 3 marca 1988         | Polska             | CCC Polsat Polkowice (2012)        |
|                                          |                      |                    |                                    |
| Źródła: ProCyclingStats Cycling Archives |                      |                    |                                    |

### 2016

#### Skład
| Skład drużyny 2016                       | Skład drużyny 2016 | Skład drużyny 2016 | Skład drużyny 2016                    |
| Imię i nazwisko                          | Data urodzenia     | Państwo            | Poprzednia grupa                      |
| ---------------------------------------- | ------------------ | ------------------ | ------------------------------------- |
| Artur Detko                              | 18 lutego 1983     | Polska             | Bank BGŻ (2011)                       |
| Mateusz Komar                            | 18 lipca 1985      | Polska             | Whistle Team Ziemia Brzeska (2015)    |
| Patryk Kostecki                          | 17 sierpnia 1993   | Polska             |                                       |
| Sebastian Kurowski                       | 16 kwietnia 1993   | Polska             |                                       |
| Mateusz Nowak                            | 15 lipca 1992      | Polska             | CCC Polsat Polkowice (2014)           |
| Dominik Oborski                          | 17 kwietnia 1992   | Polska             | Whistle Team Ziemia Brzeska (2015)    |
| Jarosław Rębiewski                       | 27 lutego 1974     | Polska             | Bank BGŻ (2011)                       |
| Kornel Sójka                             | 8 lutego 1990      | Polska             | Kaliskie Towarzystwo Kolarskie (2012) |
| Mariusz Witecki                          | 10 maja 1981       | Polska             | Bank BGŻ (2013)                       |
| Piotr Wojciechowski                      | 9 czerwca 1992     | Polska             |                                       |
| Kamil Zieliński                          | 3 marca 1988       | Polska             | CCC Polsat Polkowice (2012)           |
|                                          |                    |                    |                                       |
| Źródła: ProCyclingStats Cycling Archives |                    |                    |                                       |

### 2015

#### Skład
| Skład drużyny 2015                       | Skład drużyny 2015   | Skład drużyny 2015 | Skład drużyny 2015                    |
| Imię i nazwisko                          | Data urodzenia       | Państwo            | Poprzednia grupa                      |
| ---------------------------------------- | -------------------- | ------------------ | ------------------------------------- |
| Paweł Charucki                           | 14 października 1988 | Polska             | CCC Polsat Polkowice (2014)           |
| Artur Detko                              | 18 lutego 1983       | Polska             | Bank BGŻ (2011)                       |
| Jakub Foltyn                             | 12 marca 1992        | Polska             | Pogoń Mostostal Puławy (2014)         |
| Patryk Kostecki                          | 17 sierpnia 1993     | Polska             |                                       |
| Mateusz Nowak                            | 15 lipca 1992        | Polska             | CCC Polsat Polkowice (2014)           |
| Tobiasz Pawlak                           | 24 grudnia 1995      | Polska             | Kaliskie Towarzystwo Kolarskie (2013) |
| Jarosław Rębiewski                       | 27 lutego 1974       | Polska             | Bank BGŻ (2011)                       |
| Kornel Sójka                             | 8 lutego 1990        | Polska             | Kaliskie Towarzystwo Kolarskie (2012) |
| Mariusz Witecki                          | 10 maja 1981         | Polska             | Bank BGŻ (2013)                       |
| Kamil Zieliński                          | 3 marca 1988         | Polska             | CCC Polsat Polkowice (2012)           |
|                                          |                      |                    |                                       |
| Źródła: ProCyclingStats Cycling Archives |                      |                    |                                       |

### 2014

#### Skład
| Skład drużyny 2014                       | Skład drużyny 2014 | Skład drużyny 2014 | Skład drużyny 2014                    |
| Imię i nazwisko                          | Data urodzenia     | Państwo            | Poprzednia grupa                      |
| ---------------------------------------- | ------------------ | ------------------ | ------------------------------------- |
| Artur Detko                              | 18 lutego 1983     | Polska             | Bank BGŻ (2011)                       |
| Wojciech Halejak                         | 27 czerwca 1983    | Polska             | Mróz-Active Jet (2011)                |
| Patryk Kostecki                          | 17 sierpnia 1993   | Polska             |                                       |
| Tobiasz Pawlak                           | 24 grudnia 1995    | Polska             | Kaliskie Towarzystwo Kolarskie (2013) |
| Bartosz Pilis                            | 20 kwietnia 1992   | Polska             |                                       |
| Jarosław Rębiewski                       | 27 lutego 1974     | Polska             | Bank BGŻ (2011)                       |
| Kornel Sójka                             | 8 lutego 1990      | Polska             | Kaliskie Towarzystwo Kolarskie (2012) |
| Adam Wadecki                             | 23 grudnia 1977    | Polska             | BDC Marcpol (2012)                    |
| Mariusz Witecki                          | 10 maja 1981       | Polska             | Bank BGŻ (2013)                       |
| Piotr Wojciechowski                      | 9 czerwca 1992     | Polska             |                                       |
| Kamil Zieliński                          | 3 marca 1988       | Polska             | CCC Polsat Polkowice (2012)           |
|                                          |                    |                    |                                       |
| Źródła: ProCyclingStats Cycling Archives |                    |                    |                                       |

### 2013

#### Skład
| Skład drużyny 2013                       | Skład drużyny 2013 | Skład drużyny 2013 | Skład drużyny 2013                    |
| Imię i nazwisko                          | Data urodzenia     | Państwo            | Poprzednia grupa                      |
| ---------------------------------------- | ------------------ | ------------------ | ------------------------------------- |
| Artur Detko                              | 18 lutego 1983     | Polska             | Bank BGŻ (2011)                       |
| Wojciech Halejak                         | 27 czerwca 1983    | Polska             | Mróz-Active Jet (2011)                |
| Konrad Kott                              | 18 listopada 1993  | Polska             | BDC Marcpol (2012)                    |
| Sebastian Kurowski                       | 16 kwietnia 1993   | Polska             |                                       |
| Tomasz Lisowicz                          | 23 lutego 1977     | Polska             | Bank BGŻ (2011)                       |
| Jarosław Rębiewski                       | 27 lutego 1974     | Polska             | Bank BGŻ (2011)                       |
| Wojciech Skarżyński                      | 22 kwietnia 1989   | Polska             |                                       |
| Kornel Sójka                             | 8 lutego 1990      | Polska             | Kaliskie Towarzystwo Kolarskie (2012) |
| Damian Tomczak                           | 11 września 1991   | Polska             |                                       |
| Adam Wadecki                             | 23 grudnia 1977    | Polska             | BDC Marcpol (2012)                    |
| Piotr Wojciechowski                      | 9 czerwca 1992     | Polska             |                                       |
| Kamil Zieliński                          | 3 marca 1988       | Polska             | CCC Polsat Polkowice (2012)           |
|                                          |                    |                    |                                       |
| Źródła: ProCyclingStats Cycling Archives |                    |                    |                                       |